# União Democrata-Cristã (RDA)
A União Democrata-Cristã da Alemanha (em alemão: Christlich-Demokratische Union Deutschlands, CDU) foi um partido político da República Democrática Alemã.
Fundado em 1945, a CDU da RDA, inicialmente, era semelhante à CDU da Alemanha Ocidental, com a sua base de apoio a vir da classe média e das comunidades religiosas cristãs e, seguindo, uma linha democrata-cristã. 
A partir de 1948, a CDU começou a perder a sua independência partidária, tornando-se um satélite do SED, algo que, em 1952, foi confirmado no Congresso do partido, em que mostrava o seu apoio ao socialismo e ao regime comunista da RDA.
Após a queda do comunismo da RDA, em 1989, a CDU voltou a afirmar-se como partido independente, reorganizando-se como um partido de orientação democrata-cristã. Os democratas-cristãos viriam a ganhar as únicas eleições democráticas da RDA, com, cerca de 40% dos votos, muito devido à sua campanha pela rápida reunificação das Alemanhas. Após dita reunificação, em Outubro de 1990, a CDU da RDA integrou-se na CDU da RFA.

## Resultados eleitorais

### Eleições legislativas
| Data | Votos     | %          | Deputados | +/- | Status  | Aliança               |
| ---- | --------- | ---------- | --------- | --- | ------- | --------------------- |
| 1950 | N/D       | N/D        | 67 / 466  |     | Governo | Frente Nacional       |
| 1954 | N/D       | N/D        | 52 / 466  | 15  | Governo | Frente Nacional       |
| 1958 | N/D       | N/D        | 52 / 466  | =   | Governo | Frente Nacional       |
| 1963 | N/D       | N/D        | 45 / 434  | 7   | Governo | Frente Nacional       |
| 1967 | N/D       | N/D        | 45 / 434  | =   | Governo | Frente Nacional       |
| 1971 | N/D       | N/D        | 45 / 434  | =   | Governo | Frente Nacional       |
| 1976 | N/D       | N/D        | 45 / 434  | =   | Governo | Frente Nacional       |
| 1981 | N/D       | N/D        | 52 / 500  | 7   | Governo | Frente Nacional       |
| 1986 | N/D       | N/D        | 52 / 500  | =   | Governo | Frente Nacional       |
| 1990 | 4 710 598 | 40,8 (1.º) | 163 / 400 | 111 | Governo | Aliança pela Alemanha |